# Steve Kerr
Stephen Douglas Kerr (født 27. september 1965 i Beirut) har været cheftræner for basketballholdet Golden State Warriors siden 2014 og har ført holdet til NBA-mesterskabet fire gange (2015, 2017, 2018 og 2021).
I februar 2024 forlængede han sin kontrakt med GSW med to år for anslået 35 mio. USD. Blandt NBA-coaches får kun Gregg Popovich en højere løn.
Som spiller var han med til at vinde mesterskabet fem gange (1996,1997, 1998, 1999 og 2003) med Chicago Bulls tre gange og to gange med San Antonio Spurs.
Kerr blev født i Beirut i  Libanon, som søn af Malcolm H. Kerr, en libanesisk-født amerikansk akademiker, der specialiserede sig i Mellemøsten, og hans kone, Ann (Zwicker).  Han har tre søskende.  Hans bedstefar, Stanley Kerr, meldte sig frivilligt til Near East Relief efter det armenske folkedrab og reddede kvinder og forældreløse børn i Aleppo og Marash, før han til sidst slog sig ned i Beirut.  Kerr tilbragte meget af sin barndom i Libanon og andre mellemøstlige lande. Mens han var i Beirut i sommeren 1983, mødte han en række amerikanske marinesoldater, som senere blev dræbt i Beirut-kasernebombningerne.  Kerr gik på Cairo American College i Egypten, American Community School i Beirut, Libanon og Palisades High School (nu Palisades Charter High School) i Los Angeles, og dimitterede i 1983. I januar 1984 blev hans far myrdet ved en terroraktion i Beirut.